# 馬蒂 (加利福尼亞州)
馬蒂（英語：Mattei）是位於美國加利福尼亞州弗雷斯諾縣的一個非建制地區。該地的面積和人口皆未知。

## 地理
馬蒂的座標為36°42′01″N 119°41′30″W / 36.70028°N 119.69167°W，而該地的平均海拔高度為96米（即315英尺）。